# Arjuna (voi)
Arjuna (sinh năm 1960) là một con voi châu Á thuộc giống đực, từ năm 2012 đã là con voi dẫn đầu đàn và là voi mang bành vàng "Golden Howdah" trong lễ hội Mysore Dasara. Nó được đặt theo tên của Arjuna, người anh thứ ba trong số các anh em Pandava trong sử thi Mahabharatha của Ấn Độ giáo.
Arjuna bị bắt vào năm 1968 trong chiến dịch đặt bẫy Khedda tại các khu rừng thuộc vùng Kakanakote, Tây Ghats, Karnataka. Sau khi được thuần hóa, nó được sử dụng thường xuyên trong lễ hội Mysore Dasara vào giai đoạn thập niên 1990. Sau khi Drona, con voi vận chuyển bành vàng lúc đó bị ốm trước thời gian tổ chức lễ hội Dasara, Arjuna đã trở thành con voi được vận chuyển bành vàng nặng 750 kg. Trên bành vàng này có đặt một tượng thần Hindu là thần Chamundeshwari. Cũng trong năm nay, trước khi lễ hội bắt đầu, nó đã lao vào đám đông do hoảng loạn khi trực thăng dùng để tung hoa trong lễ hội sà xuống quá thấp. Tuy vậy nó bình tĩnh trở lại và hoàn thành vai trò của mình trong lễ hội. Những năm sau đó, Arjuna đóng vai trò Nishan trong lễ hội, theo sau voi mang bành vàng là Drona.
Vào năm 1996, khi Arjuna và Bahadur, một con voi khác tham gia lễ hội Dasara, được đưa đến hồ Karanji để tắm, quản tượng của voi Bahadur ngã xuống và bị giẫm đạp. Vụ việc này là một tai nạn, nhưng voi Arjuna bị đổ lỗi vì nó nổi tiếng là "xấu tính". Nó lập tức bị cho "nghỉ việc" và bị giam trong làng Balle, tại Công viên quốc gia Nagarhole, trước khi được đưa trở lại trại Dasara và lại được dùng làm voi Nishan vào năm 2001 đến Balarama. Nó ở lại địa điểm này đến năm 2011. Trong quá trình lựa chọn voi vận chuyển tham gia các lễ hội vào năm 2012, Arjuna đã trở thành ứng cử viên hàng đầu sau khi nó đánh bại Balarama trong các lần thử nghiệm mang bành vàng với chặng đường năm ki-lô-mét giữa Cung điện Mysore và Bannimantap trong khoảng thời gian 45 phút, mặc dù trong thời gian này, nó đang trong giai đoạn hung hăng thường thấy của voi đực. Việc lựa chọn lựa chọn Arjuna làm voi mang bành vàng được ban tổ chức xác nhận vào tháng 10 năm 2012.